# مومیجی

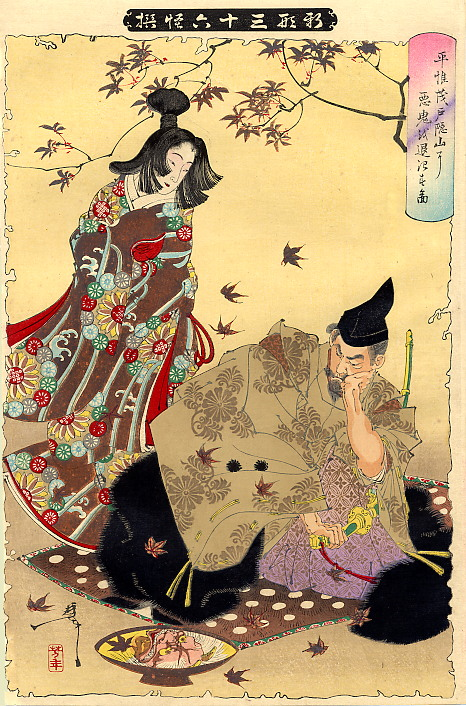
تایرا نو کورموچی در نزدیکی مومیجی که به شکل یک نجیب‌زاده است به خواب فرو رفته است.

مومیجی (紅葉, «برگ افرا») یک کیجوی (دیو مؤنث) برجسته در فولکلور ژاپنی است. داستان مومیجی، که تحت عنوان افسانهٔ مومیجی (紅葉伝説, Momiji Densetsu) شناخته می‌شود، در درجه اول با مناطق کیناسا، توگاکوشی (هر دو در حال حاضر بخشی از شهر ناگانو)، و بشو اونسن در استان ناگانو مرتبط است. روایت اصلی شامل نبرد و در نهایت شکست دادن کیجو به نام مومیجی توسط قهرمان تایرا نو کورموچی است که در کوه توگاکوشی ساکن بود.

## ریشه‌ها و توسعه
عنصر مشترک در اکثر نسخه‌ها، دیوی مؤنث به نام مومیجی است که در کوه توگاکوشی در ولایت شینانو ساکن است و سرانجام توسط سلحشوری به نام تایرا نو کورِموچی کشته می‌شود.
داستان پرنسس ساراشینا/مومیجی در تئاتر ژاپن مشهور است. این افسانه از طریق اقتباس‌هایی در هنرهای نمایشی سنتی، اهمیت قابل توجهی پیدا کرد. نمایش نو مومیجیگاری («شکار مومیجی» یا «شکار برگ‌های پاییزی») اولین بار صدها سال پیش، احتمالاً توسط کانزه نوبومیتسو در دوره موروماچی پدیدار شد. در دوره میجی این اثر به عنوان یک نمایش کابوکی بازسازی شد. این نمایش، کورِموچی را به تصویر می‌کشد که با گروهی از زنان اشراف‌زاده که از تماشای درختان افرای پاییزی در کوه توگاکوشی لذت می‌برند، مواجه می‌شود و درمی‌یابد که رهبر آن‌ها، دیوی به نام مومیجی است که لباس مبدل پوشیده است. اگرچه اعتقاد عمومی بر این است که نمایش نو از افسانه‌های محلی از پیش موجود درباره شیاطین کوه توگاکوشی الهام گرفته شده است، برخی از محققان روایت خاص مربوط به مومیجی را احتمالاً از نوبومیتسو سرچشمه می‌گیرند. گمان می‌رود مکان‌های افسانه‌ای متعددی مربوط به مومیجی در اطراف توگاکوشی *پس* از محبوبیت این داستان از طریق نو و سایر رسانه‌ها ایجاد شده باشند. 
پس از نمایش نو، این داستان در تئاتر عروسکی جوروی و کابوکی دستمایه اقتباس قرار گرفت. نسخهٔ درخور توجه کابوکی، همچنین با عنوان مومیجیگاری (۱۸۸۷) توسط کاواتاکه موکوئامی، به دیو مؤنثی با عنوان ساراشیناهیمه (更科姫، پرنسس ساراشینا) اشاره می‌کند. همچنین مومیجیگاری در سال ۱۸۹۹ به فیلمی صامت برگردانده شد و به اولین فیلم داستانی در ژاپن تبدیل شد.

## افسانه‌ها

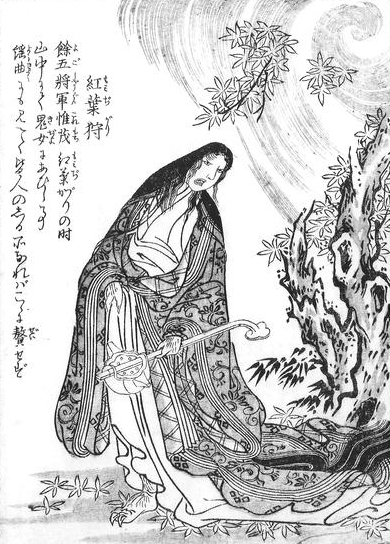
مومیجیگاری از کتاب کونجاکو هیاکی شویی اثر توری‌یاما سکیئن (۱۷۸۱).

اگرچه نسخه‌های متعددی از افسانه‌هایی مرتبط با مومیجی وجود دارد، اما روایت مفصلی پدیدار شده است که به‌ویژه توسط انتشارات دوره میجی با عنوان توگاکوشیاما کیجو مومیجی تایجی نو دن (شرح معجزات کوه کیتاموکی و مطیع کردن مومیجی دیو کوه توگاکوشی، منتشر شده در سال ۱۹۰۳، بر اساس یک نسخه خطی ۱۸۸۶) رواج یافته و در آثاری مانند دایگوئن (大語園، ۱۹۳۵) اثر ایوایا سازانامی بازگویی شده است. این نسخه پیشینه داستان گسترده‌تری را ارائه می‌دهد:
مومیجی در ابتدا کوره‌ها (呉葉 یا 呉羽) نام داشت و گفته می‌شود ششمین فرزند زوجی به نام‌های ساسایو گُوزِن و هانگو ایوامی هوگان، از نوادگان خاندان اوتومو بود. او که حدود سال ۹۳۷ میلادی متولد شد، زیبایی استثنایی و استعدادهای بی‌شماری داشت که ظاهراً از قدرت پادشاه اهریمنی آسمان ششم متبرک شده بود. حدود ۱۶ سالگی (تقریباً ۹۵۳ میلادی)، او نام «مومیجی» را برای خود برگزید و به کیوتو رفت. در آنجا، توجه میناموتو نو تسونه‌موتو، یک نجیب‌زاده قدرتمند، را به خود جلب کرد و در نهایت معشوقه او شد و از او فرزندی به دنیا آورد، با وجود اینکه تسونه‌موتو از قبل همسری رسمی به نام میدای‌دوکورو داشت. با این حال، همسر تسونه‌موتو به مومیجی مشکوک شد و او را به استفاده از جادو برای آسیب رساندن به خود و توطئه برای غصب جایگاهش متهم کرد. در حالی که در ابتدا به اعدام محکوم شده بود، بارداری مومیجی منجر به تخفیف حکم او به تبعید در ولایت دورافتاده شینانو (حدود سال ۹۵۶) شد.
او در روستای میناسه در دره‌ای دورافتاده ساکن شد. در ابتدا به دلیل مهارت‌ها و دانش درباری‌اش مورد استقبال مردم محلی قرار گرفت، اما سرانجام گروهی از پیروان را گرد خود جمع کرد و شروع به حمله به مناطق اطراف نمود و نام خودمانی «کیجو» (دیو زن) را به‌دست آورد. فعالیت‌های او چنان مشکل‌ساز شدند که امپراتور ری‌زی فرمانی امپراتوری مبنی بر مطیع‌سازی او صادر کرد. این وظیفه به تایرا نو کورموچی، سلحشور نامدار سپرده شد. داستان او در فصل تماشای برگ‌های پاییزی اتفاق می‌افتد، زمانی که گروه‌هایی از مردم برای جشن‌ها و مهمانی‌ها در کوهستان، زیر برگ‌های قرمز، نارنجی و طلایی در حال ریزش، جمع می‌شدند.
کورموچی و ملازمانش از کوه زیبا بالا رفتند و به گروه کوچکی از اشراف‌زادگان برخوردند که برای تماشای برگ‌ها مهمانی گرفته بودند. کورموچی یکی از خدمتکارانش را برای بررسی فرستاد. خدمتکار نزدیک شد تا دربارهٔ جشن تحقیق کند و به او گفته شد که یک شاهدخت نجیب‌زاده میزبان آن است؛ با این حال، خانم‌های منتظر نام شاهدخت را به او نگفتند. درست زمانی که کورموچی و ملازمانش تصمیم گرفتند به مأموریت خود ادامه دهند، یکی از ندیمه‌ها نزدیک شد و به آن‌ها گفت که اربابش قبلاً اسم کورموچی را شنیده است و تمایل دارد آن‌ها را به جشن خود دعوت کند. کورموچی با وجود مأموریتش نمی‌توانست بی‌ادبانه درخواست شاهدخت را رد کند، بنابراین او و همراهانش موافقت کردند. در این جشن، سلحشوران با پرنسس ساراشینا، زن جوان و فوق‌العاده زیبایی، آشنا شدند. همه آن‌ها نشستند و از تماشای برگ‌ها، نوشیدن ساکی و رقصیدن لذت بردند. کورموچی از پرنسس درخواست کرد که آیا حاضر است برایش برقصد و او هم رقصید. چیزی نگذشت که مردان مست و خواب‌آلود شدند و زیر درختان زیبا به خواب فرو رفتند.
کورموچی هنگام خواب، رؤیای هاچیمان و مأموریتش را دید. این کامی به او گفت که پرنسس ساراشینا در واقع همان کیجو مومیجی است که لباس مبدل پوشیده و او باید او را با کاتانای مقدس، کوگاراسو مارو («کلاغ کوچک») بکشد. وقتی کورموچی از خواب بیدار شد، شمشیری که در رؤیا دیده بود به عنوان هدیه‌ای از هاچیمان در دستش بود، و او می‌دانست که آنچه در رؤیایش دیده حقیقت دارد. او به دنبال زنان دوید و ناگهان طوفانی از آتش به پا شد. شعله و باد کوهستان را روشن کردند. ناگهان یک کیجو به ارتفاع ده پا با شاخ‌هایی از درختان سوزان ظاهر شد و نبردی شدید بین سامورایی و دیو درگرفت. در نهایت، به لطف شمشیر جادویی‌اش، کورموچی موفق شد جادوگر کوهستان توگاکوشی را از بین ببرد.